# Sturm über dem Kanal
Sturm über dem Kanal (Originaltitel Tempête sur la Manche)  ist eine Erzählung von Georges Simenon, in der Kommissar Maigret im nordfranzösischen Dieppe ermittelt. Das zur Reihe der Maigret-Romane und -Erzählungen gehörende Werk entstand im April 1938 in La Rochelle. Die Erzählung wurde nach dem Vorabdruck in der Zeitschrift Police-Film am 4. und 20. Mai 1938 in Buchform 1944 in dem Erzählband Les Nouvelles Enquêtes de Maigret bei Gallimard veröffentlicht. In deutscher Übersetzung erschien die Erzählung erstmals 1976 bei Kiepenheuer und Witsch (Sturm über dem Kanal) in der Übersetzung von Hansjürgen Wille und Barbara Klau, 1988 von Walter Ahlers (Sturm über dem Ärmelkanal) und schließlich in neuer Übersetzung von Inge Giese 1990 im Diogenes Verlag in dem Sammelband Madame Maigrets Liebhaber.

## Handlung

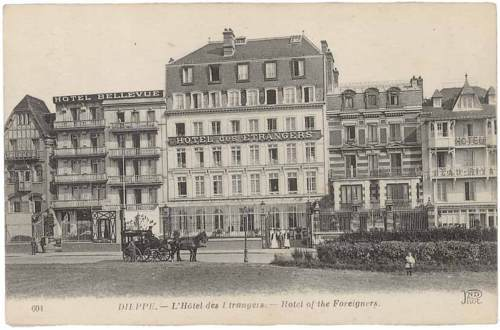
Dieppe um 1914

Kommissar Maigret ist nun seit einem Vierteljahr in Ruhestand und begleitet seine Frau nach London, ein Geschenk zur Silberhochzeit. Das Paar kommt nach Dieppe, um dort die Fähre nach England zu nehmen, doch das Wetter ist so schlecht, dass es unklar bleibt, ob die Fahrt über den Ärmelkanal stattfinden kann. Daher richten sich die Maigrets notgedrungen in einer schäbigen Pension in der Hafenstadt ein; Maigret langweilt sich schon nach wenigen Tagen. An einem Abend wird Jeanne Fénard, eine junge Frau auf der Straße erschossen. Die Frau hatte in der Pension gearbeitet, in der sich nun die Maigrets aufhalten. Der Kriminalkommissar von Dieppe ermittelt, bald unterstützt von Maigret. So lernt der Ex-Kommissar die Diepper Hafenspelunken und das passende Milieu dazu kennen, doch viel Wissenswertes erfahren sie aber aus dem Milieu nicht. Maigret interessiert sich nun vor allem für die Inhaberin der Pension, Mlle Otard und ein Paar, das zu Otards Kunden gehört, das Ehepaar Mosselet. Sie alle stammen aus demselben Dorf am Cher, aus Villecomtois. An diesem Punkt konzentriert Maigret sein Interesse auf die Mosselets. Es stellt sich heraus, dass noch vor vier Jahren in Villecomtois Jeanne Fénard die Geliebte von Jules Mosselet war und ein Kind von ihm bekam. Von ihrem Liebhaber im Stich gelassen, ließ sie sich im fernen Dieppe nieder, wo sie das Kind allein großzog. Emilie ignorierte lange Zeit das uneheliche Kind ihres Gatten, bekam aber Angst um ihr Geld, weil sie die Eskapaden ihres Mannes finanziell nicht mehr unterstützen wollte. Durch die Erpressung stellte Jeanne eine Gefahr für seine Beziehung dar; Jules erschießt seine Ex-Geliebte mit einem Revolver.

## Ausgaben
Nach dem Vorabdruck in der Zeitschrift Police-Film (n° 4 du 20 mai 1938) wurde die Erzählung in Les nouvelles enquêtes de Maigret (Paris, Gallimard, NRF., 1944) veröffentlicht. Sie wurde in die Simenon-Werkausgaben Œuvres complètes (Lausanne, Editions Rencontre, 1967–1973) in Band IX, in Tout Simenon (Paris, Presses de la Cité, 1988–1993) in Band 25 und in Tout Simenon (Paris, Omnibus, 2002–2004) in Band 25 aufgenommen.  In deutscher Übersetzung liegt sie in dem bei Diogenes 2009 erschienenen Sammelband Sämtliche Maigret-Geschichten (ISBN 978-3-257-06682-1) vor.

## Adaption
- Tempête sur la Manche, Folge der französischen Fernsehserie Les Enquêtes du commissaire Maigret (Regie: Édouard Logereau), mit Jean Richard als Maigret, Ausstrahlung 1989